# Ruder-Europameisterschaften 1920
Die Ruder-Europameisterschaften 1920 fanden am 15. August in Mâcon, Frankreich auf der Saône statt.

## Ergebnisse
| Bootsklasse           | Gold | Silber | Bronze |
| --------------------- | --- | --- | --- |
| Einer                 | Max Schmid | Giovanni di Vaio | Jacques Haller |
| Doppelzweier          | Frankreich Alfred Plé Gaston Giran | Schweiz Wilhelm Walter Karl Schöchlin                                                                                             | Belgien Émile Denis Paul Wilbrant |
| Zweier mit Steuermann | Frankreich Gabriel Poix Maurice Bouton Ernest Barberolle                                                                                    | Schweiz Édouard Candeveau Alfred Felber Paul Piaget (Steuermann)                                                                  | Belgien Georges Van Den Bossche Oscar Van Den Bossche unbekannt (Steuermann)                                                                                          |
| Vierer mit Steuermann | Schweiz Hans Walter Max Rudolf Willy Brüderlin Paul Rudolf Paul Staub (Steuermann)                                                          | Belgien Oscar Bekaert Adrien D’Hondt Robert De Mulder Jean Van Silfhout Jules Van Wambeke (Steuermann)                            | Frankreich |
| Achter                | Schweiz Hans Walter Max Rudolf Willy Brüderlin Paul Rudolf Franz Türler Charles Freuler Fran Roesli Rudolf Bosshard Paul Staub (Steuermann) | Belgien Daniël Clarembaux Jozef Hermans Charles Lalemand Gustave De Mulder Félix Taymans René Smet Julien Crickx Maurice Requillé | Italien Giuseppe de Col Michelangelo Bernasconi Carlo Cosmati Edoardo Natella Paolino Porta Ambrogio Pessina Enzo Malinverno Angelo Maiocchi Plinio Urio (Steuermann) |

## Medaillenspiegel
| Platz  | Land       | Gold | Silber | Bronze | Gesamt |
| ------ | ---------- | ---- | ------ | ------ | ------ |
| 1      | Schweiz    | 3    | 2      | –      | 5      |
| 2      | Frankreich | 2    | –      | 1      | 3      |
| 3      | Belgien    | –    | 2      | 3      | 5      |
| 4      | Italien    | –    | 1      | 1      | 2      |
| Gesamt | Gesamt     | 5    | 5      | 5      | 15     |